# 石龙 (明朝)
石龙（？—1466年），即石和尚。里籍不详，明朝川鄂荆襄流民起义领袖。
成化元年（1465年），石龙与刘通在湖广承宣布政使司房县（今湖北省房县）率荆襄（江陵、襄阳）流民起义，拥刘通为汉王，设官分职，石龙为谋主。成化二年（1466年）闰三月，刘通在南漳（今湖北襄阳市西南）同明军激战失利，被俘遇害。他率部转攻四川东部，连克巫山县、大昌县、万县、奉节县、云阳县等州县，朝廷震恐，调大军围截。十月，被叛将刘长子缚送明军，被杀。